# Бурерождённая
«Бурерождённая» (англ. Stormborn) — вторая серия седьмого сезона фэнтезийного сериала канала HBO «Игра престолов», и 62-й во всём сериале. Сценарий к эпизоду написал Брайан Когман, а режиссёром стал Марк Майлод.
«Бурерождённая» получила похвалу от критиков, которые посчитали налёт Эурона Грейджоя на Железный Флот Яры, собрание союзников Дейенерис на Драконьем Камне и встречу Арьи со своим лютоволком Нимерией лучшими моментами эпизода.

## Сюжет

### На Драконьем Камне
Дейенерис Таргариен (Эмилия Кларк) спорит с Варисом (Конлет Хилл) по поводу смены верности королям в прошлом. Варис заявляет, что его верность принадлежит не меняющимся на троне королям, а простому народу. Дейенерис заставляет его дать клятву говорить ей прямо о её ошибках, и обещает убить его, если он предаст её. Дейенерис предоставляет аудиенцию Мелисандре (Кэрис Ван Хаутен), которая рассказывает ей о новом Короле Севера Джоне Сноу (Кит Харингтон), заявляя, что Дейенерис должна встретиться с ним. Тирион Ланнистер (Питер Динклэйдж) ручается за Джона и рекомендует Старков в качестве союзников. Дейенерис приказывает Тириону вызвать Джона, чтобы он преклонил колено и признал её власть над ним. Яра Грейджой (Джемма Уилан) и Эллария Сэнд (Индира Варма) высказывают идею массивного наступления на Королевскую Гавань, но Дейенерис не желает уничтожать территорию, на которой она планирует править. Она принимает план Тириона: её Вестеросские союзники устроят осаду Королевской Гавани, в то время как Безупречные и Дотракийцы захватят Утёс Кастерли. Оленна Тирелл (Дайана Ригг) советует Дейенерис игнорировать советы от мужчин.
Прежде чем уйти и возглавить армию, Серый Червь (Джейкоб Андерсон) говорит Миссандее (Натали Эммануэль), что она его слабость, потому что он раньше никогда ничего не боялся, пока не полюбил её. Миссандея принимает его, несмотря на его увечье; они занимаются оральным сексом.

### В Староместе
Изучив вместе с Сэмвеллом Тарли (Джон Брэдли) серую хворь Джораха Мормонта (Иэн Глен), архимейстер Эброз (Джим Бродбент) считает, что болезнь зашла слишком далеко, чтобы лечить её. Позже Сэмвелл находит в книгах способ лечения, но архимейстер заявляет, что метод опасен и ненадёжен, а потому давно запрещён. Из-за привязанности Сэмвелла бывшему лорду-командующему Ночного Дозора Джиору Мормонту (Джеймс Космо), отцу Джораха, он решает втайне помочь Джораху и начинает лечить его от серой хвори.

### В Винтерфелле
Джон Сноу (Кит Харингтон) получает сообщение от Дейенерис, которое Тирион дипломатично сформулировал как приглашение. Санса Старк (Софи Тёрнер) и Давос Сиворт (Лиам Каннингем) против его отъезда, но Давос отмечает эффективность драконьего огня против мертвецов. После получения сообщения от Сэмвелла о залежах драконьего стекла на Драконьем Камне, Джон решает отправиться туда, несмотря на протесты Сансы, Северных лордов и Рыцарей Долины. Джон назначает Сансу Хранительницей Севера, что удивляет её, и предостерегает Мизинца (Эйдан Гиллен), чтобы он держался от Сансы подальше.

### В Речных Землях
Обедая в гостинице, Арья Старк (Мэйси Уильямс) узнаёт от Пирожка (Бен Хоуки), что Джон отвоевал Винтерфелл, и решает не ехать в Королевскую Гавань, а вернуться домой. Во время путешествия на север Арью окружает стая волков, вожаком которых оказывается её лютоволчица Нимерия, которую Арья отослала несколько лет назад. Арья умоляет Нимерию пойти с ней, но лютоволчица, хотя и узнав её, уходит со своей стаей.

### В Королевской Гавани
Королева Серсея Ланнистер (Лина Хиди) вызывает оставшихся знаменосцев в Красный Замок и сообщает им о готовящейся атаке Дейенерис Таргариен. Она пытается завоевать их верность, напоминая, что Дейенерис ведёт армию дикарей-дотракийцев и солдатов-рабов, которые не пощадят ни их, ни их жён, ни их детей. Однако слова Серсеи не имеют того эффекта, на который она рассчитывала. После приёма Джейме Ланнистер (Николай Костер-Вальдау) подходит к Рендиллу Тарли (Джеймс Фолкнер) и обещает сделать его Хранителем Юга в обмен на его верность короне. Квиберн (Антон Лессер) ведёт Серсею в темницу под тронным залом, где драконьи черепа и другие останки хранятся со времён правления Таргариенов. Квиберн рассказывает Серсее, что, судя по описанным случаям в бойцовских ямах Миэрина, драконы всё-таки уязвимы, и представляет ей скорпион, способный пробить череп дракона.

### На Узком море
Железный Флот Эурона Грейджоя (Пилу Асбек) атакует флот Яры (Джемма Уилан). Эурон убивает Обару (Кейша Касл-Хьюз) и Нимерию Сэнд (Джессика Хенвик); его люди хватают Элларию (Индира Варма) и Тиену Сэнд (Розабелла Лауренти Селлерс). Теон Грейджой (Альфи Аллен), испуганный насилием, прыгает за борт, бросив Яру в плену, и с поверхности воды смотрит, как уходит корабль Эурона.

## Производство

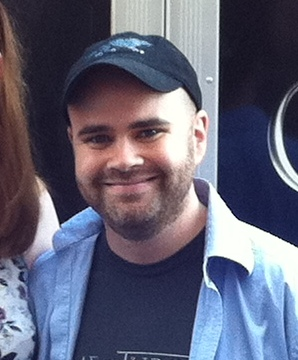
Ветеран сериала, Брайан Когман, написал сценарий к эпизоду.

### Сценарий
Сценарий к «Бурерождённой» был написан Брайаном Когманом. Когман является сценаристом сериала с его самого начала, написав до этого сценарии к 9 эпизодам. Название эпизода, «Бурерождённая», является отсылкой к Дейенерис Таргариен, которая родилась в разгар сильной бури, что и заработало ей это прозвище. В сегменте «Inside the Episode», опубликованном HBO вскоре после выхода эпизода в эфир, создатели сериала и исполнительные продюсеры Дэвид Бениофф и Д. Б. Уайсс сказали: «Мы в последний раз видели Нимерию, когда Арья заставила её убежать, потому что она хотела спасти жизнь Нимерии, — она знала, что Серсея убьёт её, если найдёт, и когда она наконец находит Нимерию — или Нимерия находит её — она, конечно, хочет, чтобы Нимерия вернулась с ней домой и снова стала её верным спутником. Но Нимерия обрела свою собственную жизнь.» Они продолжили, отметив, что реплика «Это не ты» была прямой отсылкой к тому, что Арья сказала Неду Старку в первом сезоне, когда он говорил ей, что она станет «леди замка и выйдет замуж за какого-нибудь лорда и будет носить красивое разукрашенное платье», на что Арья ответила: «Это не я.» Уайсс продолжил: «Арья не одомашнена. Для неё это вполне логично, что волка тоже нельзя одомашнить. Как только волк уходит, она сначала убита горем, подойдя так близко, но затем она понимает, что волчица делает именно то, что она бы сделала, будь она этой волчицей.»

### Кастинг

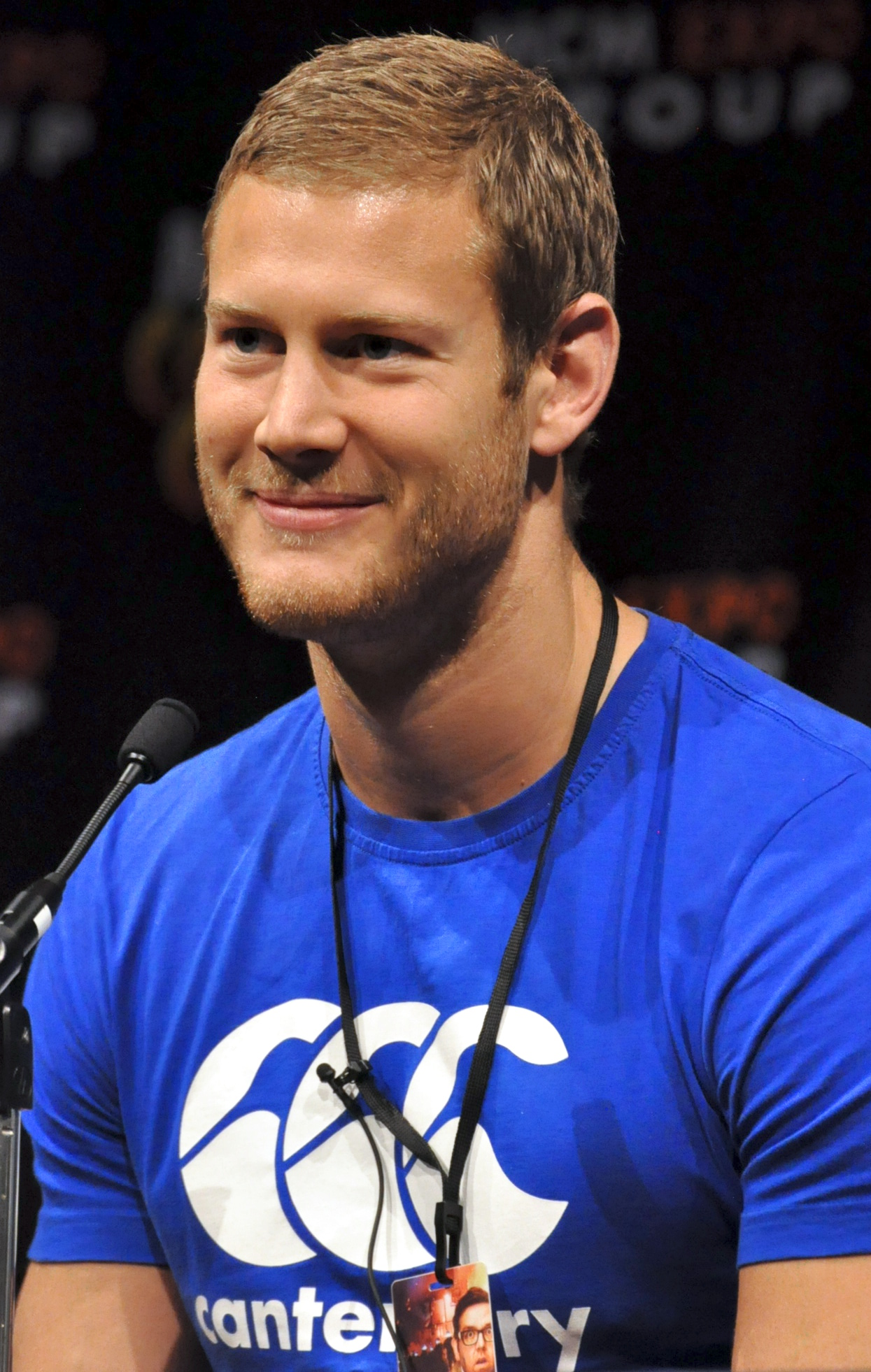
Том Хоппер играет Дикона Тарли в сериале, заменив Фредди Строму, который ранее играл персонажа в 6 сезоне.

Эпизод подчёркивает возвращение Бена Хоуки в роли Пирожка, которого в последний раз видели в эпизоде 4 сезона, «Пересмешнике». Хоуки рассказал о своём возвращении журналу «Entertainment Weekly», сказав, что он не ожидал, что он когда-нибудь вернётся. Прежде чем получить сценарий и чтобы избежать утечки сведений о возвращении персонажа, Хоуки дали кодовое имя при общении по электронной почте. Он продолжил, сказав, что сцена была «очень хорошей» и была «идеальной небольшой сценой с Пирожком». Так же в этом эпизоде в последний раз появились Кейша Касл-Хьюз и Джессика Хенвик, так как Обара и Нимерия Сэнд были убиты. Эпизод также представил нового члена актёрского состава, Тома Хоппера, заменившего Фредди Строму, который сыграл в шестом сезоне Дикона Тарли.

### Съёмки
Режиссёром «Бурерождённой» стал Марк Майлод, его первого из двух эпизодов сезона. Он присоединился к сериалу в пятом сезоне, где его первым эпизодом стал «Его Воробейшество», за которым последовал «Сыны Гарпии». Джон Брэдли рассказал о том, что происходило в сцене серой хвори Джораха Мормонта вместе с Иэном Гленом. Перед началом съёмок Иэн сидел в гримёрке около пяти часов, пока отдел гримёров «наносил этот детализированный и сложный грим серой хвори, по кусочкам.» Он продолжил: «Я в основном сдирал латексный грим с самого тела Иэна. Он был в костюме — это было то же самое, что сдирать грим. Это была очень, очень большая техническая работа для отдела гримёров. На площадке в тот день было около 5 или 6 парней, которых вы не видите, но они стоят за камерой, вместе с насосами и вёдрами гноя.»
Натали Эммануэль обсудила любовную сцену её персонажа с Серым Червём, сказав, что их персонажи проявили «интерес друг к другу», мы видели, как они «выражали его друг другу, но не говорили об этом — этот момент является кульминационным и они начинают действовать», так как им грозит «перспектива больше никогда не видеть друг друга». Эммануэль продолжила, похвалив отношения, которые развивались между этими двумя персонажами, заявив, что это «нечто милое, чистое и красивое».
Джемма Уилан сказала в интервью с «Entertainment Weekly», что сцена поцелуя Яры Грейджой и Элларии Сэнд до начала сцены битвы в конце эпизода была сымпровизирована. Она заявила, что «не было такого, что мы должны были целоваться — просто казалось тем, что мы должны были сделать». Сцены с Песчаными Змейками изначально должны были быть более «продолжительной сюжетной линией», но из-за графика съёмок Джессика Хенвик в новом сериале Netflix «Железный кулак», ей пришлось ходить туда и сюда, чтобы сниматься в обоих шоу. Говоря о сцене битвы, Хенвик сказала: «Обычно там много компьютерной графики и вы смотрите это на экране и видите грандиозную эпичную битву, но когда вы снимаете, это всё незначительно. К примеру, зрители не могут ощутить тепло на их лицах от взрывов пиротехники, почувствовать энергию волновой машины, пытающейся сбить нас с ног, или пот, стекающий по нашим лицам».
Майлод также обсудил свою режиссёрскую работу в сцене битвы, сказав, что «Мы согласились, что насилие должно быть жестоким и чувствоваться неотрепетированным, что у неё не должно быть структуры». Координатор трюков Роули Ирлам также заявил, что их вдохновили массовые беспорядки, когда они репетировали их. Майлод решил направить больше внимания на Теона, Яру и Эурона Грейджоев, а не на людей вокруг них.

## Реакция

### Рейтинги
«Бурерождённую» посмотрели 9,27 миллионов зрителей во время оригинального показа эпизода на HBO, что делает его самым высокорейтинговым шоу на кабельном телевидении в ночь выхода. В Великобритании эпизод посмотрели 2,770 миллиона зрителей на Sky Atlantic, что делает его самым высокорейтинговым эпизодом недели.

### Реакция критиков
Эпизод получил широкую похвалу от критиков. Он получил рейтинг 96% на сайте Rotten Tomatoes на основе 56 отзывов, со средним рейтингом 8,5 из 10. Консенсус сайта гласит: «Одновременно обязательно настраивая события для сезона, „Бурерождённая“ включает в себя увлекательную стратегическую дискуссию и энергичную последовательность действий, чтобы завершить эпизод со взрывом.»
Эд Пауэр из «The Daily Telegraph» сказал: «Это был осторожный старт седьмого сезона „Игры престолов“. Но, следуя дальше, терпеливо переставляя шахматные фигуры, второй эпизод вышел буквально в сиянии славы.» Мэтт Фоулер из IGN назвал эпизод «удивительным», сказав: «Теперь, когда Дейенерис в Вестеросе, война неизбежна и миры сошлись в большом эпизоде этой недели.» Он дал эпизоду оценку 9 из 10. Бен Филипп из «The New York Observer» также положительно отозвался об эпизоде, сказав: «„Бурерождённая“ доказывает тот факт, что сервировка стола всегда окупается в „Игре престолов“, давая нам блюдечко всего, что шоу делает лучше всего.»
Нина Шен Растоги из «New York Magazine» подобным образом похвалила эпизод, написав: «Весь этот пролог — это то, из-за чего трудно было добиться последней сцены, и при этом очень хорошо. Битва на кораблях между Грейджоями была очень хорошей ИП, на мой взгляд: резкая, неожиданная и подлинная на уровне персонажей.» Шон Т. Коллинз из «Rolling Stone» похвалил сцену битвы в конце, написав: «Он заканчивается морским боем также грандиозно, как и любая битва, которую мы видели в сериале. Но сильная вторая глава седьмого сезона „Игры престолов“ — „Бурерождённая“ — переходит в ещё более коварные воды.»